# Voith
Voith (нім. Voith GmbH, Фойт) — німецький машинобудівний концерн, головний підрозділ розташований у Гайденгаймі-на-Бренці (Баден-Вюртемберг).

## Загальний опис
100 % акцій компанії належать родині Ганса Фойта (Hanns Voith), члени якої вже багато років не беруть безпосередньої участі в управлінні. Функціонує як холдингова компанія, яка керує галузевими підрозділами: Voith Paper (обладнання для целюлозно-паперових виробництв), Voith Siemens Hydro (обладнання для гідроенергетики), Voith Turbo (турборедуктори), Voith Industrial Services (сервісно-технічне обслуговування машинобудівного обладнання).

## Voith Siemens Hydro Power Generation
Підприємство гідроенергетичного машинобудування, в якому 65 % належить Voith, а 35 % — концерну Siemens. Засноване у 2000 році. Виробляє турбіни, генератори, насоси, системи автоматизації, трансформатори, перетворювачі частоти для гідроелектростанцій, надає послуги з модернізації, обслуговування гідроелектростанцій. Веде дослідження в галузі використання енергії хвиль, побудувала дослідну електростанцію Limpet в Шотландії. Оборот станом на 2006 — € 597 млн, кількість співробітників — близько 2,5 тис.

## Voith Turbo
Підрозділ, що об'єднує підприємства з випуску турборедукторів, — понад 110 заводів і сервісних центрів у різних країнах світу. Головний офіс розташований у Крайльсгаймі (Баден-Вюртемберг). Оборот підрозділу у 2007 фінансовому році становив €1 млрд, всього у підрозділі працювало близько 5 тис. співробітників (2008).